# Armuña de Almanzora
Armuña de Almanzora es un municipio español de la provincia de Almería, Andalucía, situado en el Valle del Almanzora y a 91 km de la capital de provincia, Almería. Cuenta con una población de 331 habitantes (INE 2024). Su extensión superficial es de 8 km², con 37,5 hab./km² y la cota de altitud de su núcleo urbano es de 629 m sobre el nivel del mar.

## Toponimia
El nombre Armuña parece derivar el árabe munya, que significa huerto. La denominación de Almanzora fue agregada por real decreto de 2 de julio de 1916, para evitar la confusión con otras localidades llamadas Armuña.

## Historia

### Prehistoria y época romana
Se desconoce el año exacto de fundación de Armuña de Almanzora, que probablemente sería en tiempos prehistóricos. Resulta que hay bastantes hallazgos prehistóricos en el Valle del Almanzora, pero su estudio es tan incompleto que no aportan prácticamente nada a la historia de Armuña.
Se conocen varias cuevas y oquedades naturales en el pueblo, la mayoría derrumbadas o llena de matorrales y cascotes del techo y de las paredes de la cueva y las pocas que hay en un estado aceptable son de época moderna. En alguna cueva u oquedad pudo habitar el hombre prehistórico, pero por ahora no se sabe porque no hay pruebas arqueológicas suficientes.
A partir del siglo VI a. C. Armuña de Almanzora se asienta en la Muela del Ajo (la mayor parte de Armuña y el resto de Tíjola), donde nos han llegado los restos de un poblado prerromano, quizás ibérico, escoria metálica y restos de cerámica romana.
En la parte trasera de las fábricas de conservas de Armuña se encontró una tabla romana de mármol que mencionaba a la balsa de Cela, a la república tagilitana (Tíjola) y a una mujer llamada Voconia Avita. El epígrafe es el siguiente:

VOCONIA Q F AVITA THERMAS REI PVBLICAE SVAE TAGILITANAE SSSP F EASDEMQ CIRCENSIBVS EDITIS E EPVLO DATO DEDICAVIT AT QVOT OPVS TVENDVM VSVMQ PERPETVVM HERMARVM PRAEBENDVM RP TAGILITANAE X II D DEDIT

Su transcripción es esta:

VOCONIA Q(uinti) F(ilia) AVITA THERMAS REI PVBLICAE SVAE TAGILITANAE S(olo) S(uo) S(ua) P(ecunia) F(ecit) EASDEMQ(ue) CIRCENSIBVS EDITIS E EPVLO DATO DEDICAVIT AT QVOT OPVS TVENDVM VSVMQ(ue) PERPETVVM HERMARVM PRAEBENDVM R(ei) P(ublicae) TAGILITANAE X (denarios) II (duo milia) D (quingentos) DEDIT

Y su traducción del latín es la siguiente:

Voconia avita, hija de Quinto, construyó a sus expensas y en su propio terreno unas termas para su comunidad tagilitana. Inauguró estas mismas tras haber ofrecido un banquete público y haber celebrado representaciones circenses. Y donó a la comunidad de Tagili dos mil quinientos denarios para la conservación de esta obra y el mantenimiento perpetuo de las termas.

Sería aproximadamente en el siglo X d. C. cuando Armuña se desplazaría del núcleo de la Muela del Ajo a su actual ubicación.

### Época musulmana
En la época musulmana, se trasladó el emplazamiento de Armuña desde La Muela hasta su actual asentamiento. Allí se construyó un castillo de itinerario, con torreones, murallas, patio de armas y de todo. Desgraciadamente, hoy sólo se conserva de la construcción defensiva un aljibe romano que fue reutilizado en tiempos árabes y un muro bastante tardío (posiblemente construido en época cristiana) recubierto de cemento y losas en el interior del cementerio municipal.

### Edad Moderna
Armuña de Almanzora es arrasada por Don Juan de Austria en 1570. Unos nobles cordobeses regalaron una custodia al pueblo en 1624.

### SiglosXIX-XX
En 1894 comienzan las circulaciones ferroviarias por el municipio al inaugurarse el tramo Purchena-Serón de la línea de Lorca a Baza. Se construyeron 3 puentes (2 metálicos y uno de piedra) y 3 pasos elevados en el tramo de vía que discurre por el término municipal armuñero.
Durante la Guerra Civil la iglesia parroquial del municipio sufre importantes daños en su interior y se saquea el cortijo de San José (cortijo del Piojo).
En 1981 el templo parroquial de Armuña se somete a una importante reforma, cambiando totalmente la fachada y el interior. 
El 1 de enero de 1985, RENFE suprime los servicios ferroviarios de la línea de Lorca a Baza en su tramo de Almendricos a Baza. Tanto los trenes de viajeros como los de mercancías dejan de circular por Armuña, siendo la vía pasto del abandono.
A principios de la década de los años 90 se mejora la carretera C-323.

## Geografía humana

### Organización territorial
Armuña de Almanzora cuenta con dos diseminados repartidas por su término municipal:
- Canalito, con 17 habitantes.
- La Muela, con 5 habitantes.

### Demografía
Cuenta con una población de 331 habitantes (INE 2024).
| Gráfica de evolución demográfica de Armuña de Almanzora entre 1842 y 2021 |
| |
| Población de derecho según los censos de población del INE. Población de hecho según los censos de población del INE.En este censo se denominaba Aruniña: 1842. En estos censos se denominaba Armuña: 1857, 1860, 1877, 1887, 1897, 1900 y 1910. |

| 339                       | 330 | 324 | 322 | 327 | 327 | 303 | 310 | 322 | 321 | 333 | 342 | 332 |
| (Fuente: INE [Consultar]) |     |     |     |     |     |     |     |     |     |     |     |     |

### Economía

#### Evolución de la deuda viva
| Gráfica de evolución de Deuda viva del Ayuntamiento de Armuña de Almanzora entre 2008 y 2019                                |
| |
| Deuda viva del Ayuntamiento de Armuña de Almanzora en miles de Euros según datos del Ministerio de Hacienda y Ad. Públicas. |

## Símbolos
Armuña de Almanzora consiguió una autorización por parte de la Junta de Andalucía para adoptar sus símbolos en septiembre de 1994, pero no ejerció ese derecho hasta julio de 2007. El municipio cuenta con un escudo y bandera adoptados de manera oficial.

### Escudo
Su descripción heráldica es la siguiente:

Escudo partido. 1 de azul, una villa en una isla, sobre ondas; 2 de verde, cinco flores de olivo de plata, timbrado con la Corona Real española.

### Bandera
La enseña del municipio tiene la siguiente descripción:

Bandera de forma rectangular, de proporciones 1/2, dividida horizontalmente en tres franjas, la central de color blanco y de anchura doble que las extremas, de color azul, en el centro, un círculo de color verde que contiene cinco flores de olivo blancas.

## Política

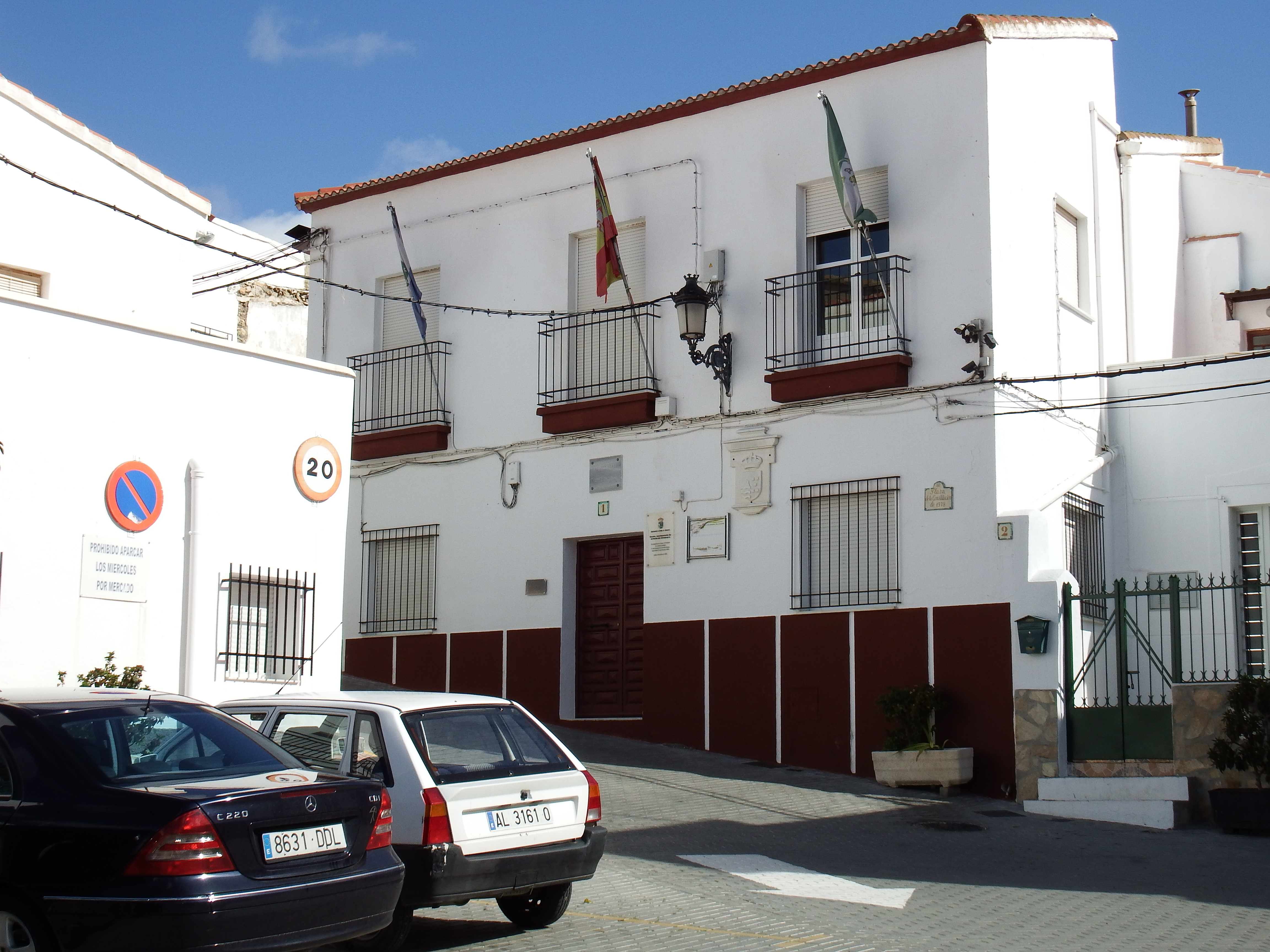
Casa consistorial de Armuña del Almanzora

### Alcaldes
| Legislatura | Nombre                         | Partido Político |
| ----------- | ------------------------------ | ---------------- |
| 1979-1983   | Juan Pedro Llorente Cañabate   | UCD              |
| 1983-1987   | José Berruezo Padilla          | PSOE             |
| 1987-1991   | José Berruezo Padilla          | PSOE             |
| 1991-1995   | José Berruezo Padilla          | PSOE             |
| 1995-1999   | José Berruezo Padilla          | PSOE             |
| 1999-2003   | José Berruezo Padilla          | PSOE             |
| 2003-2007   | José Berruezo Padilla          | PSOE             |
| 2007-2011   | José Berruezo Padilla          | PSOE             |
| 2011-2015   | José Berruezo Padilla          | PSOE             |
| 2015-2019   | José Berruezo Padilla          | PSOE             |
| 2019-2023   | José Berruezo Padilla          | PSOE             |
| 2023-act.   | Pedro Antonio Guerrero Lorente | PP               |

## Servicios públicos

### Educación
El municipio cuenta con un colegio rural, Alto Almanzora, debiendo los alumnos continuar su enseñanza obligatoria en Tíjola.

### Sanidad
El municipio cuenta con un consultorio, cuyo hospital de referencia es el de Baza, que da servicio de lunes a viernes.